# John Densmore
John Paul Densmore (Santa Monica (Californië), 1 december 1944) was van 1965 tot 1973 de drummer van de band The Doors die in 1973 stopte. 
Hij ontpopte zich als een drummer met een heel eigen stijl die voornamelijk beïnvloed werd door jazzmusici Elvin Jones, John Coltrane, Miles Davis, Art Blakey, Bill Evans en Gene Krupa. Ook The Rolling Stones waren van grote invloed op John Densmore.
Voordat hij toetrad tot The Doors speelde hij kort in een band met de naam The Psychedelic Rangers. Daarin speelde ook Robby Krieger; de latere gitarist van The Doors. Nadat enkele mensen de band van Ray Manzarek hadden verlaten werd Densmore en Krieger gevraagd om toe te treden tot diens nieuwe band. The Doors had nu de bezetting die zo'n fameuze reputatie zou verwerven.
Net als Manzarek en Krieger ergerde Densmore zich al vrij snel aan het buitensporige drugsgebruik van zanger Jim Morrison en diens oncontroleerbare gedrag. Hij kondigde zelfs twee keer aan de groep te zullen verlaten. In de laatste jaren van het bestaan van The Doors waren er dan ook al plannen om verder te gaan zonder Morrison. Toen The Doors enkele jaren na de dood van Morrison ter ziele ging startte Densmore samen met Robby Krieger, Phillip Chen, Roy Davis en Jess Roden The Butts Band. Hoewel de groep twee platen maakte was zij geen succes.
Alle drie overgebleven Doors richtten zich nu op een solocarrière. Densmore organiseerde drumprojecten, schreef boeken (waaronder zijn reflecties over The Doors, Riders on the Storm, dat verscheen in 1991) en acteerde.
Een van zijn bekendste projecten is het produceren van de film Road to Return (1998). Met deze film geven Leslie Neale en haar echtgenoot Densmore inzicht in het “Project Return”. Een project in New Orleans dat tot doel heeft om jeugdige delinquenten niet te laten recidiveren na vrijlating, maar hun structuur en een opleiding te geven waardoor ze een maatschappelijke carrière kunnen opbouwen.
De laatste keer dat Densmore in het nieuws kwam was toen de twee andere oud-bandleden, Krieger en Ray Manzarek, in 2002 opnieuw met The Doors begonnen. Densmore was er fel op tegen dat zij de naam The Doors gebruikten en spande een rechtszaak tegen hen aan. Daarom traden Krieger en Manzarek met o.a. Ian Astbury eerst op onder de naam The Doors of the 21st Century, later Riders on the Storm en tot aan de dood van Manzarek als Manzarek-Krieger.
Jim Morrison · Robby Krieger · Ray Manzarek · John Densmore
- Biblioteca Nacional de España: XX904593
- Bibliothèque nationale de France: cb14010493v (data)
- CiNii: DA05746485
- Gemeinsame Normdatei: 119218038
- International Standard Name Identifier: 0000 0000 9418 9254
- Library of Congress Control Number: n89671697
- MusicBrainz: 83d3cc07-60e7-4139-b5f0-3cda9f5aa99b
- Bibliotheek van het Japanse parlement: 00465523
- Nationale Bibliotheek van Tsjechië: ola2002151420
- Nationale bibliotheek van Australië: 42421387
- Nationale Bibliotheek van Israël: 987007369945105171
- Nederlandse Thesaurus van Auteursnamen: 07489269X
- SNAC: w6nc9cxk
- Système universitaire de documentation: 092609872
- Trove: 1457913
- Virtual International Authority File: 20485861
- WorldCat: E39PBJg8CM6KdqrCdrm4YVMHG3